# Wilhelm Koner

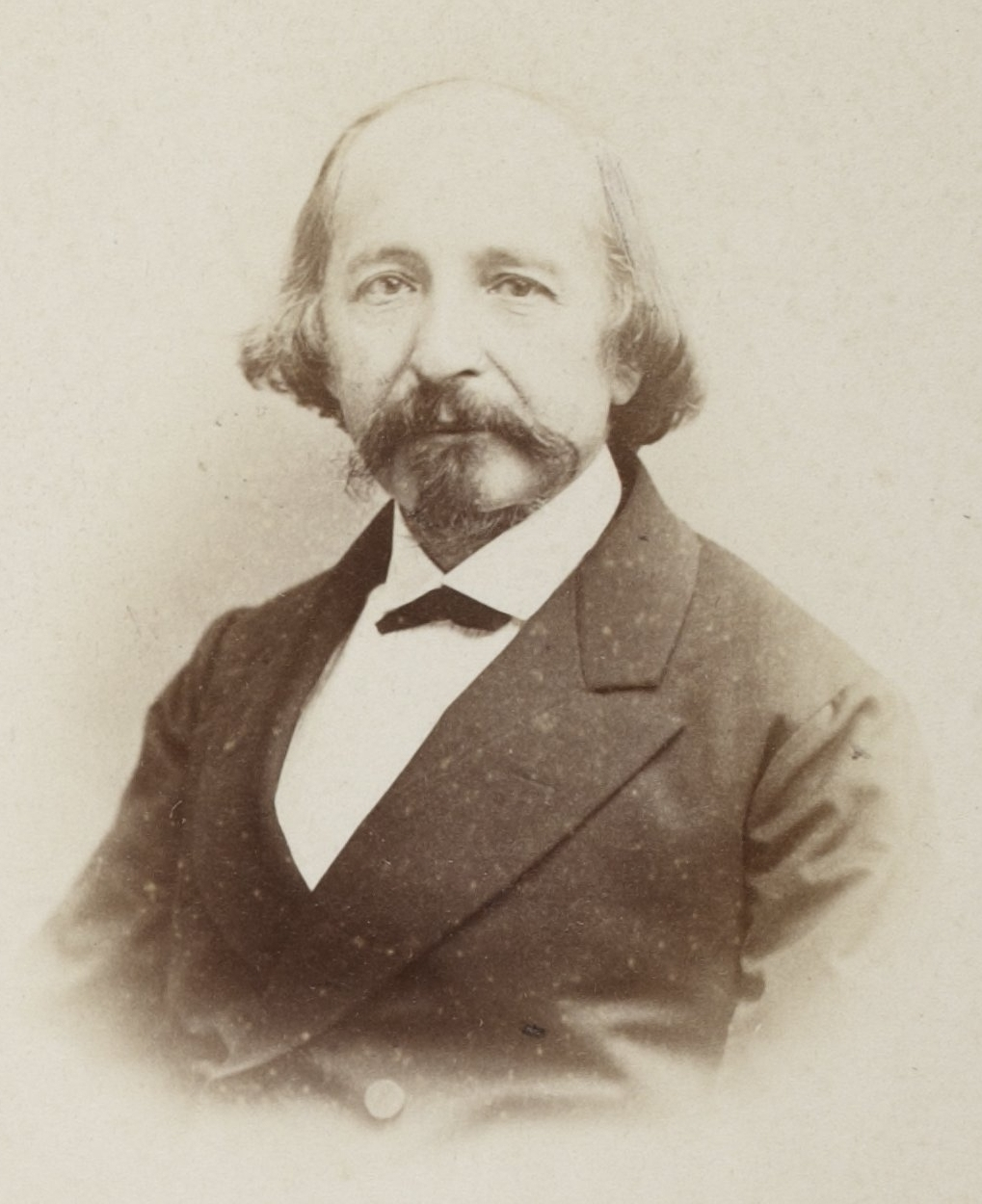
Wilhelm Koner 1869

Wilhelm David Koner (* 6. Juli 1817 in Berlin; † 29. September 1887 ebenda) war ein deutscher Bibliothekar, Historiker, Klassischer Philologe und Geograph.

## Leben
Wilhelm Koner studierte Klassische Philologie, Philosophie und Archäologie an der Friedrich-Wilhelms-Universität in Berlin, u. a. bei August Boeckh, Karl Ferdinand Ranke, Franz Ritter, Theodor Panofka, Ernst Heinrich Toelken und Eduard Gerhard. 1843 wurde er mit einer Arbeit über das antike Tegea zum Dr. phil. promoviert. 1844 trat Koner eine Assistentenstelle an der Königlichen Bibliothek in Berlin an. 
Am 14. April 1849 heiratete er Louise Koner, geborene Metzner.
1850 hielt er sich drei Monate in London auf, um eine private Münzsammlung zu katalogisieren. Im selben Jahr wurde er provisorischer, 1851 wirklicher Kustos der Universitätsbibliothek, die der Königlichen Bibliothek unterstand. Am 29. Januar 1862 wurde ihm der Professorentitel verliehen.
1873 wurde Koner beauftragt, die Geschäfte der Universitätsbibliothek unter eigener Verantwortung zu führen. Im folgenden Jahr wurde er zum Universitätsbibliothekar ernannt. 1877 erfolgte unter Koners Leitung die endgültige Trennung der Berliner Universitätsbibliothek von der Königlichen Bibliothek.
Die Bestände der Universitätsbibliothek wuchsen in Koners Amtszeit rasch. Ein Katalog von 1839/42 beziffert sie mit etwa 15.000 Bänden, 1890 – drei Jahre nach Koners Tod – waren es bereits 137.000. Es gelang Koner, als Geschenk oder Stiftung oder auch durch Kauf wertvolle Privatbibliotheken zu erwerben. Darunter waren die Bibliotheken Gustav Partheys, Peter Gustav Lejeune Dirichlets, der Brüder Grimm, August Boecks und  ein Teil der Bibliothek Wilhelm von Humboldts.
Koners bekanntestes Werk war die zu seinen Lebzeiten in fünf Auflagen erschienene Monografie Das Leben der Griechen und Römer, die er gemeinsam mit Ernst Guhl verfasste.
Koner war Vorstandsmitglied der Berliner Gesellschaft für Erdkunde und der von Adolf Bastian angeregten Deutschen Afrikanischen Gesellschaft. Ab 1878 war er Korrespondierendes Mitglied der k. k. Geographischen Gesellschaft in Wien. Er war ab 1861 Herausgeber und Redakteur der Zeitschrift für Allgemeine Erdkunde und ab 1865 ihrer Fortsetzung, der Zeitschrift der Gesellschaft für Erdkunde.
Wilhelm Koner starb 1887 im Alter von 70 Jahren in Berlin und wurde auf dem Friedhof I der Jerusalems- und Neuen Kirche vor dem Halleschen Tor beigesetzt. Das Grab ist nicht erhalten.

## Ehrungen
1885 wurde Koner die Carl-Ritter-Medaille der Gesellschaft für Erdkunde zu Berlin in Silber verliehen. Er wurde am 24. Juli 1886 Mitglied der Leopoldina.
Die 1868 von der Ersten Deutschen Nordpolar-Expedition entdeckte Insel Konerøya, eine der Bastian-Inseln in der Hinlopenstraße (Spitzbergen), ist nach Wilhelm Koner benannt.

## Werke (Auswahl)
- Commentationis de rebus tegeatarum capita priora. Dissertation, Berlin 1843.
- Gelehrtes Berlin. Verzeichniss im Jahre 1845 in Berlin lebender Schriftsteller und ihrer Werke.  Scherk, Berlin 1846.
- Buch der Sinnsprüche. Eine Concordanz poetischer Sinnsprüche des Morgen- und Abendlandes. Gustav Mayer, Leipzig 1853.
- Repertorium über die vom Jahre 1800 bis zum Jahre 1850 in Akademischen Abhandlungen, Gesellschaftsschriften und wissenschaftlichen Journalen auf dem Gebiete der Geschichte und ihrer Hülfswissenschaften erschienenen Aufsätze. Nicolai’sche Buchhandlung, Berlin, 1. Band: Geschichte, 1852, 2. Band: Hülfswissenschaften der Geschichte, 1856.
- mit Ernst Guhl: Das Leben der Griechen und Römer. Nach antiken Bildwerken, Weidmannsche Buchhandlung, Berlin, 1. Hälfte: Griechen 1860, 1. Auflage, 1862 (5 Auflagen zu Koners Lebzeiten).
- Der Antheil der Deutschen an der Entdeckung und Erforschung Afrikas. In: Zeitschrift der Gesellschaft für Erdkunde 47, 1873, S. 386–432.